# 富山地方鉄道不二越線
不二越線（ふじこしせん）は、富山県富山市の稲荷町駅と同市の南富山駅を結ぶ富山地方鉄道の鉄道路線である。路線名となっている「不二越」とは、沿線に工場がありかつて本社が置かれていた工作機械メーカーの名称である。

## 路線データ
- 路線距離（営業キロ）：3.3km
- 軌間：1067mm[2]
- 駅数：5駅（起終点駅含む）
- 複線区間：なし（全線単線）[2]
- 電化区間：全線（直流1500V）[2]
- 閉塞方式：自動閉塞式[2]
- 最高速度：70km/h[2]

## 歴史
現在の不二越線の区間は富山軽便鉄道（後の富山鉄道）の手によって開業したものである。富山軽便鉄道は、後の笹津線にあたる区間も開業させていた（笹津線は1933年に一旦廃止、戦後富山地鉄によって復活するも1975年に再度廃止）。
1914年（大正3年）12月6日に富山駅（現在の電鉄富山駅） - 笹津駅間17.6kmが開業した。しかし、国鉄高山本線の開業により業績が悪化し、政府の補償（773,150円）を受けて1933年（昭和8年）4月20日に富山鉄道は解散、堀川新駅（現在の南富山駅） - 笹津駅間は廃止となった。残る富山駅 - 堀川新駅間は富山市街地の東淵を走り、沿線の工場からの貨物輸送や富山県営鉄道（現在の上滝線）との連絡線として好調であったことから、新設の富南鉄道に譲渡された。
1937年（昭和12年）、富南鉄道は県東部の交通統合を睨んで設立された富山電気鉄道の傘下に入り、1941年（昭和16年）には正式に合併した。1943年（昭和18年）1月1日の交通大統合により富山地方鉄道となり、旧富山県営鉄道線とあわせて同社の立山線となった。

### 年表
- 1913年（大正2年）3月6日 - 富山軽便鉄道に対し鉄道免許状下付（国有鉄道富山停車場-上新川郡大沢野村間）[7]。
- 1914年（大正3年）12月6日 - 富山軽便鉄道により富山駅 - 笹津駅間が開業[4][5][8]。
- 1915年（大正4年）10月24日 - 富山軽便鉄道が富山鉄道に社名変更[4][9]。
- 1917年（大正6年）9月17日 - 山室停留場を停車場に変更[9]。
- 1931年（昭和6年）8月15日 - 稲荷町駅が富山電気鉄道との共同使用駅となる[9]。
- 1933年（昭和8年）4月20日 - 富山鉄道解散、堀川新駅（現在の南富山駅） - 笹津駅間は廃止[4][5][10][11]、富山駅 - 堀川新駅間は富南鉄道に譲渡[4][5][9][12]。
- 1941年（昭和16年）12月1日 - 富南鉄道が富山電気鉄道に路線を譲渡[4][5][9]。同社の富南線となる[13]。
- 1943年（昭和18年）
  - 1月1日 - 陸上交通事業調整法に基づく富山県交通大統合により富山地方鉄道が発足[14][5]。電鉄富山駅 - 粟巣野駅間（電鉄富山 - 稲荷町間は本線との単線並列）が同社の立山線となる[13][注釈 1]。
  - 6月11日 - 堀川新駅を南富山駅に改称[16][17]。
  - 6月20日 稲荷町駅 - 南富山駅間電化[5][17]。
- 1946年（昭和21年）6月1日 - 電鉄富山駅 - 稲荷町駅間が電化[4]、粟巣野駅までの直通運転開始[17]。
- 1952年（昭和27年）9月26日 - 大泉駅開業[16][18]。
- 1958年（昭和33年）4月12日 - 山室駅を不二越駅に改称[16][18][19]。
- 1969年（昭和44年）4月1日 - 路線名変更により稲荷町駅 - 南富山駅間を不二越線として分離[19][20]。
- 1977年（昭和52年）12月10日 - CTC化[21]
- 1996年（平成8年）4月1日 - 上滝線とともにワンマン運転を導入[4]。
- 2019年（平成31年）3月16日 - 稲荷町駅 - 不二越駅間に栄町駅が開業[22][23][24]。また全駅で駅ナンバリングを実施[25]。

## 運行形態
全列車が各駅停車で、本線の電鉄富山駅から発着している。上滝線とは一体の路線として運用されており、「不二越・上滝線」と呼称される。
列車はすべて電鉄富山駅 - 岩峅寺駅間運転の列車のみで、途中駅を始発・終着とする区間列車はない。なお、電鉄富山駅からは立山線経由の岩峅寺行きも発着しているため、列車の方向幕や電鉄富山駅の行先案内板の備考欄には立山線系統の岩峅寺行きは「寺田経由」（立山行きも同様）、不二越・上滝線系統の岩峅寺行きには「南富山経由」と付加されている。
上滝線と同じく、路線規格の都合から、20m級車体の16010形は入線できなかったが、2011年12月23日から「アルプスエキスプレス」で同形が入線するようになった。

## 駅一覧
- 全線富山県富山市内に所在。
- 線路（全線単線） … ◇：列車交換可、∨・｜：列車交換不可（∨は電鉄富山駅寄りは複線）

| 駅番号 | 駅名     | 駅間キロ | 営業キロ | 接続路線・備考                                                      | 線路 |
| ------ | -------- | -------- | -------- | ------------------------------------------------------------------- | ---- |
| T02    | 稲荷町駅 | -        | 0.0      | 富山地方鉄道：本線（全列車電鉄富山方面直通）                        | ∨    |
| T58    | 栄町駅   | 0.6      | 0.6      |                                                                     | ｜   |
| T59    | 不二越駅 | 0.4      | 1.0      |                                                                     | ｜   |
| T60    | 大泉駅   | 1.2      | 2.2      |                                                                     | ｜   |
| T61    | 南富山駅 | 1.1      | 3.3      | 富山地方鉄道：上滝線（全列車直通）、富山軌道線（南富山駅前駅: C01） | ◇    |

### 過去の接続路線
- 不二越駅：富山地方鉄道富山軌道線（山室線）
- 南富山駅：富山地方鉄道笹津線